# Fiatfalvi iszapvulkánok
A fiatfalvi iszapvulkánok Székelykeresztúrtól 1 km-re, a település nyugati határában találhatók.

## Története
Udvarhelyszéken, a Fehér Nyikó és a Kis-Homoród mentén több iszapvulkán található, ezeket már Orbán Balázs is említi A Székelyföld leírása c. művében. Azonban csak az 1900-as évek elején, a térségben végzett gázkutatások nyomán fedezte fel a tudományos világ. Bányai János geológus figyelte meg részletesen, feltérképezte és tanulmányozta az itteni iszapvulkánokat. Közülük alaktanilag legjobban a fiatfalvi iszapvulkánok maradtak fenn.
Fehérszéknek nevezi a nép a Cserehát domb oldalában, a Sukoró völgyben levő területet, ahol ezek a ritka földtani jelenség kialakult. Az elnevezés onnan ered, hogy szárazság idején az iszapfolyásokon kicsapódik a só, fehérbe öltöztetve az egész területet. A hideg iszapvulkánok kategóriájába tartozó képződmények nevük és vulkánra hasonlító alakjuk ellenére nem vulkáni tevékenység vagy vulkáni utóműködés következtében, hanem a térségben található földgáz jelenléte miatt jöttek létre. 1913-ban a hosszas nyári esőzések miatt lefojtott és felgyülemlett földgáz a felszínre tört, kialakítva a fiatfalvi iszapvulkánok ma ismert formáját. Mára csak három képződmény maradt fenn, a területet 1 hektár kiterjedésben geológiai rezervátummá nyilvánították.

## Külső hivatkozások
- Archiválva 2016. szeptember 13-i dátummal a Wayback Machine-ben
- Archiválva 2018. március 29-i dátummal a Wayback Machine-ben